# NK Dravograd
NK Dravograd is een Sloveense voetbalclub uit de Dravograd. NK Dravograd speelt geregeld in de amateurcompetities van Slovenië, op het vierde niveau.

## Erelijst
- 2. slovenska nogometna liga

1999, 2002
- 3. slovenska nogometna liga

1996, 2018, 2019

## Bekende (oud-)spelers
- Marko Šuler
- Drammeh Sulayman